# 伊方町立豊之浦小学校
伊方町立豊之浦小学校（いかたちょうりつとよのうらしょうがっこう）は愛媛県西宇和郡伊方町に存在した男女共学の公立小学校。少子化に伴い2009年伊方小学校へ統合され、閉校した。

## 概要
佐田岬半島のほぼ中央やや東寄り、宇和海側に面した豊之浦地区に位置する、児童数13名（2008年度）の小規模校である。1957年（昭和32年）には232名の児童数を数えたが、これをピークとし、その後は過疎化・少子化に伴い、児童数は減少し、2008年度の学童数は13名、学級数2、職員数校長以下4名の小規模校となっていた。

## 沿革
- 1890年（明治23年）- 創立
- 2008年（平成20年）　-伊方町により2009年4月を以っての伊方町立伊方小学校への統合が決定。
- 2009年（平成21年）　-閉校。